# Persistent postural-perceptual dizziness
Persistent postural-perceptual dizziness (PPPD) is een term voor duizeligheidsklachten van langer dan drie maanden, waar geen andere oorzaak voor is gevonden. De aandoening werd voor het eerst beschreven in 2000 door onder anderen Jeffrey Staab en Michael Ruckenstein. Zij noemden de aandoening chronic subjective dizziness. PPPD is de term waaronder de aandoening is opgenomen in de ICD-11 en DSM-5.
In 2014 werden de belangrijkste symptomen en diagnose van Persistent postural-perceptual dizziness vastgesteld.
De Wereld Gezondheidsorganisatie heeft PPPD opgenomen in de ontwerplijst van diagnoses van de volgende editie van de International Classification of Diseases (ICD-11) als een ziekte van het binnenoor. In de totstandkoming van de consensus rond PPPD spelen CSD (Chronic subjective dizziness) een PPV (Phobic postural vertigo) een belangrijke rol.
PPPD wordt gezien als een somatoforme stoornis die zich bevindt tussen de otoneurologie en psychiatrie. Mogelijk bestaat er een verbinding tussen het "angstgebied" in de hersenen, de amygdala, en het evenwichtsoorgaan.

## Symptomen
- Aanhoudend slingeren en instabiliteit die niet aantoonbaar is bij lichamelijk onderzoek.
- Het verergeren van de klachten in staande positie.
- Verergering van de symptomen bij hoofdbewegingen of bij complexe visuele stimuli.
- De aanwezigheid van ziekte of emotionele shock bij aanvang van de klachten.
- Tegelijk voorkomende ziekten geven verergering van de klachten.
- Angst.

## Behandeling
- Gezonde eetgewoontes.
- Therapie voor het laten herstellen van het evenwichtsorgaan: vestibulaire rehabilitatie. Identificatie van bewegingen die de klachten veroorzaken en hiermee om leren gaan.
- Therapie voor het bestrijden of voorkomen van triggers van PPPD, zoals vestibulaire migraine.
- Psychotherapie (cognitieve gedragstherapie).
- Medicatie. SSRI's kunnen de geleiding van het neuraal netwerk reguleren, specifiek de angstcircuits en centrale vestibulaire neuronen die geactiveerd worden bij beweging.[1][2]